# هنريتا مور
هنريتا مور (بالإنجليزية: Henrietta Moore)‏ هي عالمة الإنسان بريطانية، ولدت في 18 مايو 1957.